# Taco Bell

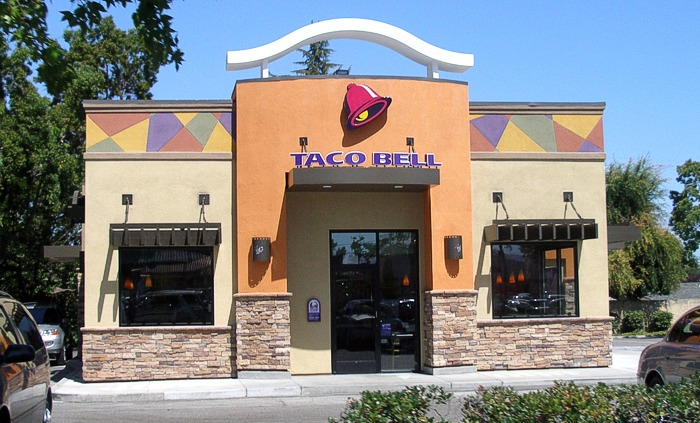
Restaurant Taco Bell à Sunnyvale (Californie).

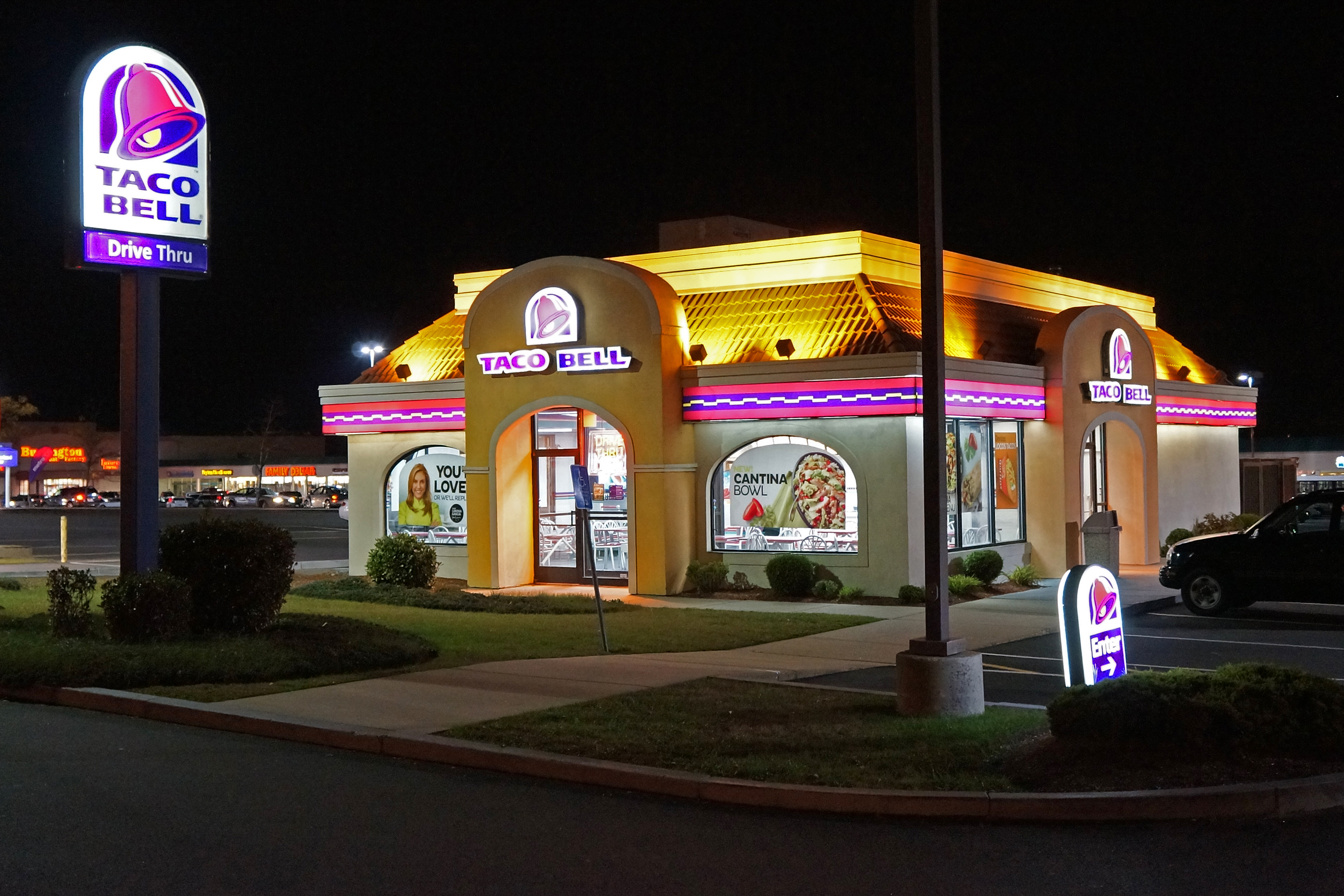
Taco Bell night view, Revere, Massachusetts USA

Taco Bell est une chaîne américaine de restauration rapide, division du groupe Yum! Brands et leader mondial dans le secteur des restaurants à thème Tex-Mex.
L'enseigne sert chaque semaine près de 35 millions de consommateurs dans le monde. Le siège est situé à Irvine, en Californie.
Taco Bell sert des articles basés sur la cuisine Tex-Mex, adaptés aux besoins de l'industrie de la restauration rapide, avec un grand choix de tacos et d'assaisonnements plus ou moins épicés.
Selon le site web de Taco Bell, il y a actuellement plus de 6 500 restaurants Taco Bell fonctionnant aux États-Unis. Plus de 280 sont également situés ailleurs dans le monde : Canada, Guam, Aruba, République Dominicaine, Chili, Costa Rica, Guatemala, Porto Rico, Équateur, Hawaï, ainsi qu'en Asie et en Europe.

## Histoire
Créé en 1962 par Glen Bell (en), qui revend l'entreprise en 1978 à PepsiCo.
En 1997, Taco Bell intègre le groupe Yum! Brands, (anciennement Tricon Global Restaurants).

En 2008, Taco Bell ouvre un restaurant au Dubai Mall. 

## Taco Bell Programming
Fin 2010, un billet de Ted Dziuba introduit le concept de « Taco Bell Programming », sur la base du raisonnement suivant : Chaque recette dans le menu des restaurants Taco Bell n'est en réalité qu'une configuration différente de huit ingrédients de base ; le propos est d'appliquer le même raisonnement à la programmation informatique.